# بنادکوک دیزه
بنادکوک دیزه، روستایی از توابع بخش نیر شهرستان تفت در استان یزد ایران است.

## جمعیت
این روستا در دهستان بنادکوک قرار دارد و براساس سرشماری مرکز آمار ایران در سال ۱۳۸۵، جمعیت آن ۱٬۵۳۵ نفر (۴۸۳خانوار) بوده‌است.